# Carmen García Bloise
Carmen García Bloise (Madrid, 19 de enero de 1937- Madrid, 16 de julio de 1994) fue una política socialista española.

## Biografía

### Exilio en Francia
Nació en Madrid en 1937, acompañando al exilio en Francia a sus padres en 1948. Su padre era un militante ugetista, Mariano García Gala. Permaneció en el exilio francés hasta 1975. A los quince años se afilió a las Juventudes Socialistas, ingresando a los veinte en la UGT y el PSOE.
Obtuvo los títulos académicos de perito mercantil y diplomada en organización de empresas, y trabajó como jefa contable de la fábrica de Renault en París, donde también ejerció labores sindicales, hasta su retorno a España. Formó parte también del equipo del candidato socialista François Mitterrand en la campaña electoral de las presidenciales francesas de 1965.

### Trayectoria en el PSOE
En París, García Bloise fue nombrada en 1965 secretaria del Secretariado Femenino del PSOE creado en el IX congreso del partido en el exilio, en 1964 en Toulouse; ocupó el cargo hasta la desaparición del Secretariado en 1970.
Al mismo tiempo comenzó a implicarse en las corrientes renovadoras del PSOE que propugnaban el traslado de la dirección del partido al interior, es decir a España, en contra de los criterios defendidos por la Comisión Ejecutiva liderada por Rodolfo Llopis. De hecho, su papel, junto al de otros hijos de exiliados, fue determinante para el triunfo renovador en los congresos del PSOE de 1972 y 1974. En efecto, en el rupturista XII congreso del PSOE en el exilio (Toulouse, agosto de 1972), en el que se elegía una ejecutiva colegiada compuesta por militantes del exilio y del interior, García Bloise tomó el cargo de Secretaria de Formación del Militante y se convirtió en la primera mujer que accedía a la Comisión Ejecutiva del PSOE tras la Guerra Civil; se mantuvo en ella hasta el Congreso de Suresnes de 1974, que certificó la renovación definitiva del PSOE bajo el liderazgo de Felipe González. Sin embargo, aunque salió de la Ejecutiva, incrementó su implicación en la vida del PSOE. En 1975 García Bloise abandonó su trabajo en la Renault y se trasladó a Madrid para formar parte del exiguo equipo de Felipe González, ocupándose de las finanzas del partido y de la captación y organización de militantes.
Carmen García Bloise fue elegida, de nuevo, miembro de la Comisión Ejecutiva del PSOE en el XXVII congreso, celebrado en 1976, fue una de las integrantes de la Comisión Gestora que llevó las riendas del PSOE tras el fracaso del XXVIII congreso de mayo de 1979, en el que Felipe González dimitió como Secretario General al no aceptar la definición como « marxista » del partido. En el congreso extraordinario celebrado en septiembre de ese año, fue nombrada para la Secretaría de Organización, aunque siguió siendo miembro de la Comisión Ejecutiva hasta el congreso de 1994. Siempre en el Partido Socialista, fue diputada en las Cortes Constituyentes en 1977 y en las cuatro siguientes legislaturas, hasta su fallecimiento.
Murió en el hospital Gregorio Marañón de Madrid el 16 de julio de 1994, a causa de las complicaciones que sufrió tras someterse a un trasplante de hígado.

## Homenajes
Muy vinculada a los problemas de las migraciones, participó en la creación de la Fundación Españoles en el Mundo. En su honor, la Fundación Ramón Rubial entrega anualmente el Premio Carmen García Bloise que homenajea a personas destacadas por la ayuda al refugiado.
En 2012 el PSOE presentó su sistema informático de geolocalización electoral, al que denominó Bloise  en honor a la histórica dirigente socialista.